# 吕溱
吕溱（？—？），字济叔，扬州人，祖籍歙县岩寺，北宋官员。

## 生平
生卒年不详。寄籍扬州，宝元元年（1038年）戊寅科状元，通判亳州。值集贤院，修起居注。皇祐四年（1052年），知制诰，出京知杭州，入京擔任翰林学士。治平二年（1065年）知池州、江宁府。神宗即位，知开封府。官至龙图阁直学士、枢密院直学士。晚年提举醴泉观，卒於任上。

## 延伸阅读
[在维基数据编辑]
 《宋史/卷320》，出自脱脱《宋史》